# Hoplitis fulgida
Hoplitis fulgida är en biart som först beskrevs av Cresson 1864. Den ingår i släktet gnagbin och familjen buksamlarbin.

## Underarter
Två underarter har identifierats:
- H. fulgida fulgida (Cresson, 1864)
- H. fulgida platyura (Cockerell, 1911)

Underarten H. fulgida platyura har i alla fall tidigare förekommit i den sydvästra delen av utbredningsområdet.

## Beskrivning
Hoplitis fulgida är ett slankt bi med metalliskt blå, grön eller även, hos honan, purpuraktig grundfärg. Hos hanen är behåringen vit till grå, på mellankroppens rygg ibland även gulbrun. Honan har svart till ibland ganska blek gråbrun behåring. Honan hos underarten H. fulgida fulgida tenderar att ha ljusast behåring. Arten är tämligen liten, med en kroppslängd på 7 till 11 mm hos hanen, 7,5 till 12 mm hos honan.

## Utbredning
Arten finns i västra USA och angränsande delar av sydvästra Kanada, med sydgräns i Kalifornien och ungefärlig östgräns från Alberta över Colorado till New Mexico. Spridda fynd finns så långt norr som Alaska. I Kanada finns arten i British Columbia, Alberta och Yukon.

## Ekologi
Som alla gnagbin är Hoplitis fulgida solitär, honan svarar själv för bobyggnaden och omsorgen om avkomman. Bona inrättas i stjälkar eller i gångar i trävirke. Larvcellerna kan uppgå till tio i varje bo, och skiljs åt av väggar av tuggade löv, uppblandat med småsten.
Bona försluts med en propp av samma slag.
Arten är polylektisk, den flyger till blommande växter från många olika familjer: Sumakväxter, korgblommiga växter, strävbladiga växter, korsblommiga växter, näveväxter, kransblommiga växter, liljeväxter, linväxter, brännreveväxter, malvaväxter, dunörtsväxter, blågullsväxter, ranunkelväxter, brakvedsväxter, rosväxter, stenbräckeväxter och flenörtsväxter.